# Целиховский, Зигмунт
Зигмунт Целиховский (пол. Zygmunt Celichowski; 12 августа 1845, Вронки — 26 января 1923, Курник) — польский общественный деятель, библиотекарь
, историк, издатель рукописных польских памятников, доктор наук.

## Биография
Сын учителя и автора школьных учебников. Ещё будучи школьником принимал активное участие в тайных национальных объединениях, подвергался преследованиям и кратковременному аресту.
Изучал право, филологию и историю в университетах Бреслау и Берлина. В 1870 году получил докторскую степень в Лейпциге.
С 1869 года служил секретарём у Иоанна Дзялынского, позже его представителем и управляющим Курницкой библиотекой. Работал над организацией коллекций, пополнял коллекции (особенно рукописи и старые гравюры), предоставлял материалы историкам. В 1887 году возглавил издательство Жупанского, расширил издательское дело Курницкой библиотекой.
С 1903 года — член-корреспондент Польской академии знаний, затем в 1920 году — член Польской академии знаний. Почётный профессор Познанского университета (1922).
Опубликовал множество работ в области библиографии и истории литературы.

## Избранные публикации
- «De fontibus, qui ad abdicationem Joanis Casimiri et electionem Michaelis Wiśniowiecii pertinent» (Дрезден, 1871);
- «Pamiętnik podróży odbytej w r. 1661—63 po Austryi, Właszech i Francyi» (Торн, 1874);
- «Dwa Kalendarze polskie na r. 1528 i 1529» (Познань, 1874);
- «Słowniczek łacinsko-polski wyrazów prawa magdeburskiego z wieku XV» (там же, 1875)
- «Kawiarnie ludowe», Poznań 1890,
- «Znaczenie i rozwój przemysłu domowego i handlu ludowego»: odczyt dr. Z. Celichowskiego na Zjeździe
- «Przemysłowców w Poznaniu dnia 14 lipca 1895», Poznań 1895
- «Poglądy cudzoziemców na sprawę polską», Poznań 1900
- «Ogród zamkowy w Kórniku», Poznań 1906